# 警察比例の原則
警察比例の原則（けいさつひれいのげんそく）とは、警察権の発動に際し、目的達成のためにいくつかの手段が考えられる場合にも、目的達成の障害の程度と比例する限度においてのみ行使することが妥当である、という原則を言う。実質的には、複数の手段がある場合は、対象（国民）にとって最も穏和で、侵害的でない手段を選択しなければならない、という原則が導かれると考えられる。
歴史的に警察権は過度の行使に傾きやすく、人権保障の観点から意識されるようになった。目的達成という効果を認めるものの、その効果を達成するための手段としての警察権の行使による弊害を最小限に食い止めようとするものである。警察権を合理的に制限するべく判例・学説によって観念されてきた諸原則の1つ。
日本国内法で法文化されたものとしては、警察官職務執行法1条2項がある。
また、日本国憲法では31条以降に刑事手続に関する詳細な規定を定めており、間接的に警察・司法作用の濫用を戒めている。
警察以外の行政機関も、措置命令を発することができ、社会公共の安全及び秩序の維持のための国民に命令を強制し、その自由を制限する作用をも言う。
例えば、消防機関における消防法第3条第1項及び第5条の3などは、これに該当する。

## 生活安全条例との関係
日本体育大学教授の憲法学者である清水雅彦は生活安全条例の制定により、
市民が防犯活動に参加することで警察と密になり、警察による市民生活への介入が起きて、
警察比例の原則を緩められる懸念がある事を述べている
。

## 自衛隊への適用
自衛隊においても同原則は適用される事が防衛省の公式サイトで明記されている。具体的には、自衛隊法の第九十条の治安出動、第九十一条の二第三項第四項の警護出動、第九十三条第三項の海上警備行動である。